# Trostînka, Vasîlkiv
Trostînka (în ucraineană Тростинка) este o comună în raionul Vasîlkiv, regiunea Kiev, Ucraina, formată numai din satul de reședință.

## Demografie
Componența lingvistică a comunei Trostînka
     Ucraineană (99,88%)
     Alte limbi (0,12%)
Conform recensământului din 2001, majoritatea populației comunei Trostînka era vorbitoare de ucraineană (99,88%), existând în minoritate și vorbitori de alte limbi.